# Limonia tanyrhyncha
Limonia tanyrhyncha är en tvåvingeart som beskrevs av Alexander 1965. Limonia tanyrhyncha ingår i släktet Limonia och familjen småharkrankar. Inga underarter finns listade i Catalogue of Life.